# 利柏提 (伊利諾伊州)
利柏提（英語：Liberty）是位於美國伊利諾伊州亞當斯縣的一個村落。

## 地理
利柏提的座標為39°52′48″N 91°06′29″W / 39.88000°N 91.10806°W，而該地最高點為海拔高度231米（即758英尺）。

## 人口
根據2010年美國人口普查的數據，利柏提的面積為1.00平方千米，均為陸地。當地共有人口516人，而人口密度為每平方千米516人。